# 거짓말은 자란다
《거짓말은 자란다》(エイプリルフールズ)는 2015년 공개된 일본의 코미디 드라마 영화이다. 감독에는 이사카와 준이치, 각본에는 코사와 료타가 내정되었다. 토다 에리카, 마츠자카 토리 등이 출연한다.

## 출연
- 토다 에리카 : 니타 아유미 역
- 마츠자카 토리 : 마키노 와타루 역
- 유스케 산타마리아
- 오자와 유키요시
- 사토미 코타로
- 후지 스미코
- 테라지마 스스무
- 타키노 켄이치
- 타카시마 마사노부
- 하마베 미나미